# アルノルト・ゲーレン
アルノルト・ゲーレン（Arnold Gehlen, 1904年1月29日 - 1976年1月30日）は、ドイツの哲学者で社会学者。

## 概要
哲学の研究においては、ハンス・ドリーシュ、ニコライ・ハルトマンや特にマックス・シェーラーの影響を強く受け、哲学的人間学の代表的論者の一人とされる。
ゲーレンの哲学は同時代の多くの保守革命哲学者に影響を与えた。また彼の仕事から広まった「感覚的な過負荷」「脱制度化」「ポスト歴史」などの多くの用語は、ドイツ国内で盛んに用いられた。

## 生涯
当時ザクセン王国に属していたライプツィヒに生まれる。後に軍人となるラインハルト・ゲーレンは従兄弟である。ライプツィヒのギムナジウムを卒業後、書店や銀行で働いたのちライプツィヒ大学とケルン大学で哲学・文献学・美術史・心理学などを学んだ。1930年にライプツィヒ大学の私講師となるが、1933年に国家社会主義ドイツ労働者党（ナチ党）に加わり、ハンス・フライアー(de:Hans Freyer)の下で働き、後にアメリカ合衆国に移住したパウル・ティリッヒの後任としてフランクフルト大学に移った。1938年、ケーニヒスベルク大学の教員となり、1940年からはウィーン大学で教え、1943年にドイツ国防軍に入った。
第二次世界大戦後はドイツに戻り、1947年から1961年までシュパイアー大学で、1962年から1969年までアーヘン工科大学で教えた。また1960年代後半から起こったプロテスタント運動を鋭く批判した。
1976年にハンブルクで没した。

## 思想
生物学者のルイス・ボルク (en:Louis Bolk)、アドルフ・ポルトマン (en:Adolf Portmann) らから強い影響を受けて、哲学を経験科学として行うとし、主著『人間、その本性と世界における地位』において、人間は、他の高等哺乳類に較べて寒さを防ぐ毛皮もなく、驚くほど長い期間親に保護されなければ生存できないという生理学的欠陥を有した未熟な存在であり、その欠陥を補い生存するために自然を自身の生活に役立つよう造り変えるために「文化」を作り出さざるを得なかった「欠陥存在」であるとした。

## 主な著作
- Der Mensch. Seine Natur und seine Stellung in der Welt. (1940)
- Urmensch und Spätkultur. Philosophische Ergebnisse und Aussagen. (1956)
- Die Seele im technischen Zeitalter. (1957)
- Moral und Hypermoral. Eine pluralistische Ethik. (1969)

## 著書（邦訳）
- 『人間学の探究』亀井裕訳（紀伊國屋書店, 1970年,復刻版1999年）
- 『人間―その本性および自然界における位置 』(叢書・ウニベルシタス) 平野具男訳（法政大学出版局, 1985年）
- 『原始人と現代文明』平野具男訳（思索社, 1987年）
- 『技術時代の魂の危機―産業社会における人間学的診断』(叢書・ウニベルシタス) 平野具男訳（法政大学出版局, 1986年）

## 関連する人物
- ラインハルト・ゲーレン ドイツの軍人、官僚。実の従兄にあたる。